# Kannangi, Tirthahalli
Kannangi là một làng thuộc tehsil Tirthahalli, huyện Shimoga, bang Karnataka, Ấn Độ.